# Rados Ignác
Rados Ignác (Raussnitz Ignác) (Pest, 1859. május 15. – Budapest, 1944. november 20.) tanár, matematikus, egyik első Bolyai-kutató, Rados Gusztáv bátyja.

## Élete
Raussnitz Károly kereskedő és Sonnenschein Rozália fiaként született. Középiskolai tanulmányait az V. kerületi főgimnáziumban 1877-ben végezte; három évi bölcseleti és műegyetemi tanfolyamot hallgatott szintén Budapesten. Egy évig rendkívüli tagja volt a budapesti tanárképző gyakorló iskolájának. Matematika-fizika szakos tanári diplomáját 1883-ban szerezte, majd az ábrázoló geometriából is képesítette magát. 1884-től a budapesti kereskedelmi akadémián tanított, 1888. augusztus 8-án a székelyudvarhelyi főreáliskolához helyezték át rendes tanárnak. 1894-től a budapesti VI. kerületi főreáliskola tanára volt 1920-as nyugalomba vonulásáig. 1895-től a kereskedelmi akadémiában matematikát is tanított. Matematikatanárként Szilárd Leó érettségiztetője volt. 1944. november 20-án öngyilkos lett.

## Munkássága
Matematikai tárgyú dolgozatai a Műegyetemi Lapokban, a Mathematikai és Természettudományi Értesítőben, a Mathematikai és Fizikai Lapokban, iskolaügyi dolgozatai az Országos Tanáregyesületi Közlönyben jelentek meg. Magyarra fordította Bolyai János Appendixét és Stäckel Pál Wolfgang und Johann Bolyai című művét. Az Appendix fordítása a Matematikai és Fizikai Társulat folyóiratának 1897-es évfolyama 3. füzeteként jelent meg az MTA anyagi támogatásával. (Ugyanebben az évben még Suták József is lefordította az Appendixet, amely  olvasmányosabb, ez  azonban nem kisebbíti Rados Ignác érdemeit.)
Rados Ignác sokat tett azért, hogy ne merüljön feledésbe a Bolyaiak életműve.
A Pallas nagy lexikonának egyik főmunkatársa volt, a kötetekbe számos szócikket írt.